# رينيه ديسايير
رينيه ديسايير (René Oscar Desaeyere) (مواليد 14 سبتمبر 1947)، هو لاعب كرة قدم سابق كان يلعب كمدافع.

## وصلات خارجية
- رينيه ديسايير على موقع قاعدة بيانات كرة القدم.إي يو (الإنجليزية)
- رينيه ديسايير على موقع Soccerway.com (الإنجليزية)
- رينيه ديسايير على موقع عالم كرة القدم.نت (الإنجليزية)

- J.League Data Site (باليابانية)